# Будинок на вулиці Дорошенка, 32 (Львів)
Будинок за адресою вулиця Дорошенка, 32 у Львові — багатоквартирний житловий чотириповерховий будинок, з магазинними приміщеннями на першому поверсі. Пам'ятка архітектури місцевого значення № 100.

## Історія
Будівля зведена у 1908 році за проектом архітектора Артура Шлеєна. У 1933–1934 році архітектор Генрик Зандіг розробив проект реконструкції магазинних порталів. За Польщі тут була художня друкарня «Art». Тепер тут кафе «Львівська брама».

## Архітектура

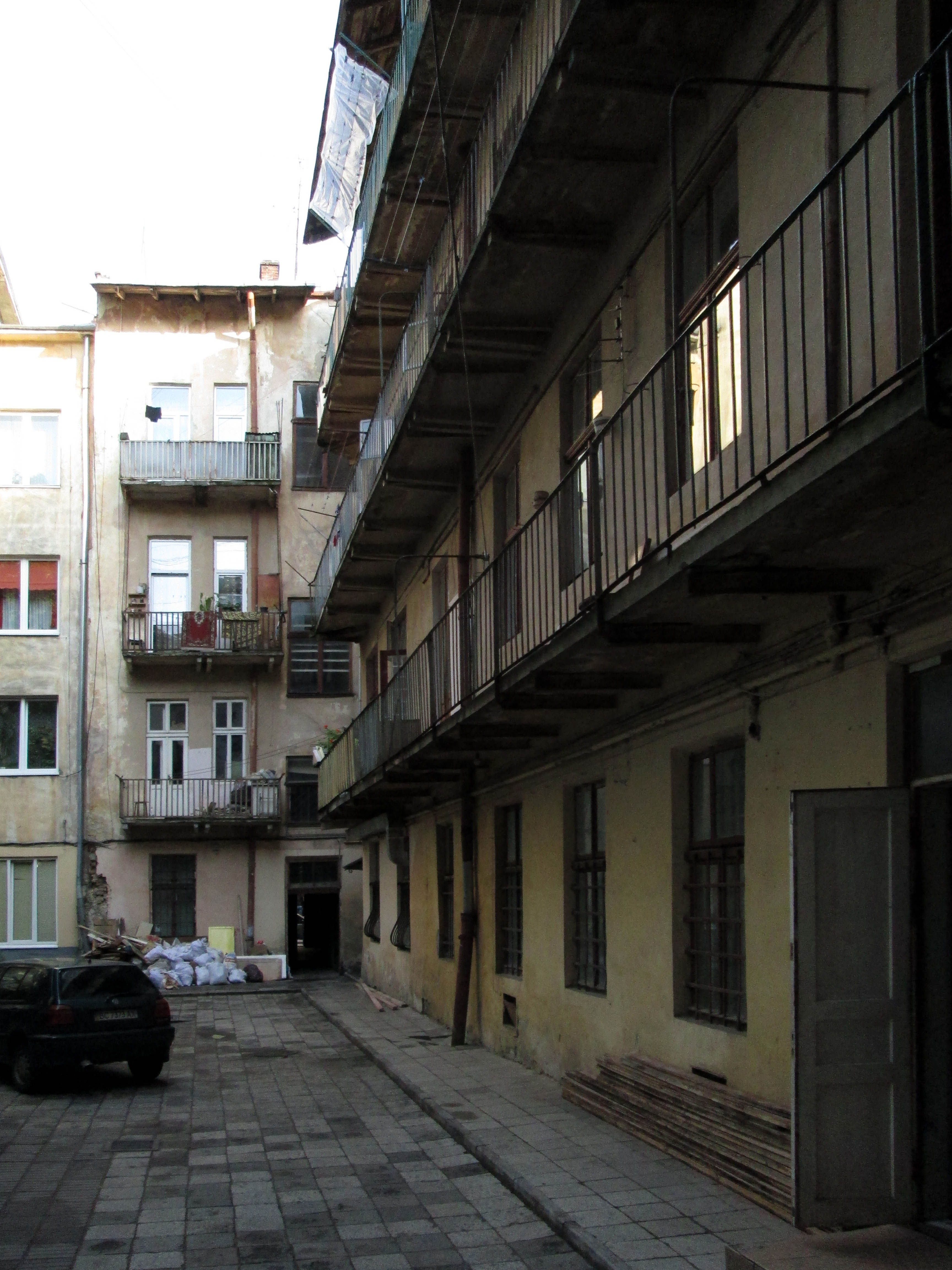
Внутрішнє подвір'я

Чотириповерховий цегляний будинок, тинькований, зведений у стилі пізньої сецесії. У плані будинок квадратний, з Г — подібним флігелем, внутрішній план будинку анфіладного типу. Симетричний фасад будинку порушений через зміщення вліво головного входу. На рівні усіх поверхів виступають балкони з металевою кованою огорожею. У центрі фасаду на четвертому поверсі розміщений маскарон, над вікнами поверху ліпні декоровані вставки та лаврові вінки, між вікнами вертикально опущені лізени. Вікна будинку без обрамувань, і лише на третьому поверсі, над вікнами пояс іонік. Завершується будинок аттиком, з плавно лінійним щипцем. Аттик угорі прикрашають металеві ґрати, а у центрі поміщений ліпний барельєф пави з розгорнутим хвостом — символ розкошів.